# پورنوگرافی تراجنسیتی

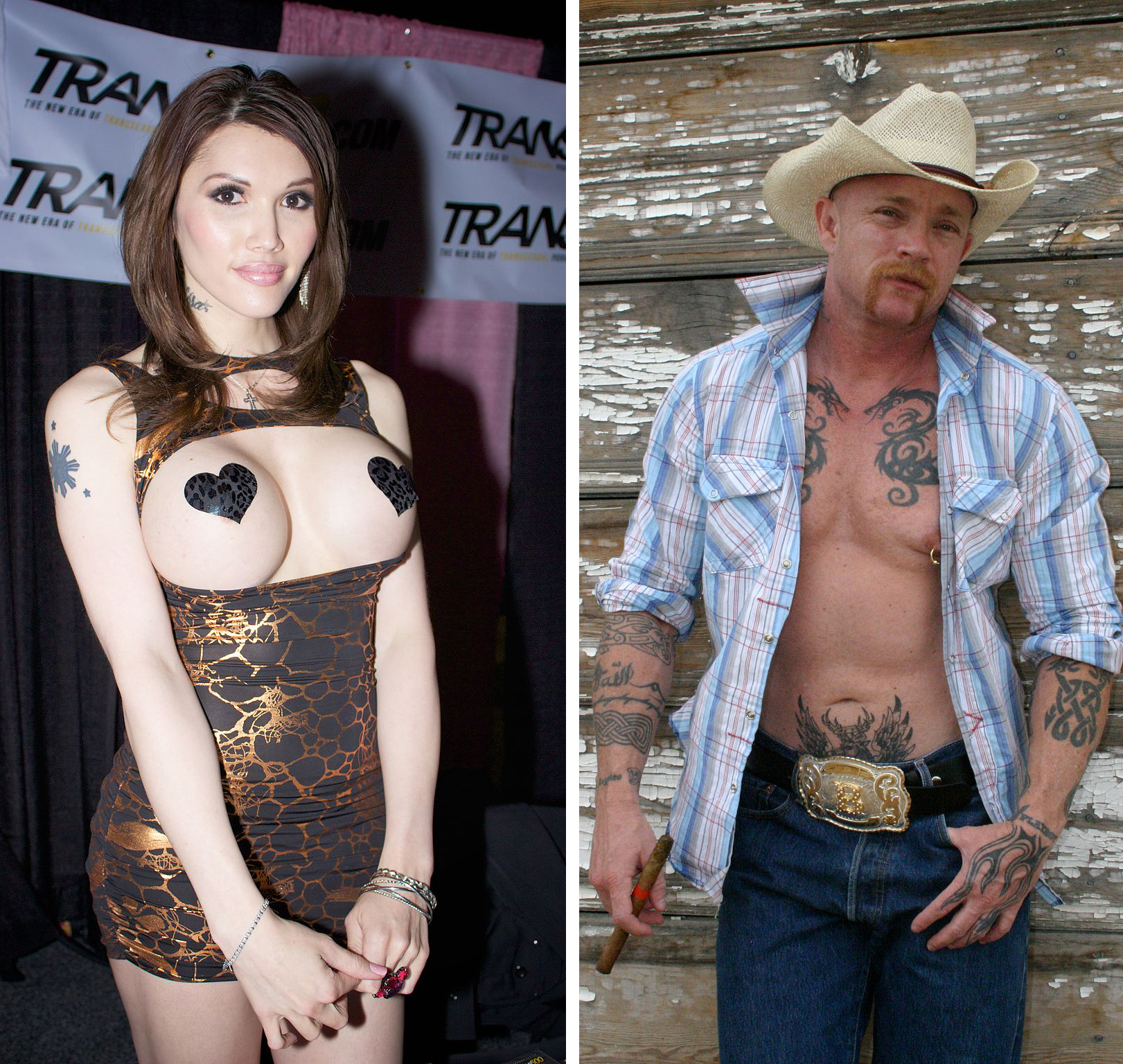
بازیگران پورنوگرافی تراجنسیتی، اوا لین (چپ) و باک آنجل (راست).

- پورنوگرافی تراجنسیتی (به انگلیسی: Transgender pornography)، یک گونه از پورنوگرافی است که بازیگران تراجنسی یا تراجنسیتی در آن اجرا می‌کنند.[۱][۲][۳] اغلب محصولات این ژانر، شامل حضور زنان ترنس است و گاهی مواقع مردان ترنس نیز حضور دارند.[۱]

## واژه‌شناسی
در پورنوگرافی تراجنسیتی معمول است که از اصطلاحاتی استفاده می‌شود که عموماً در جامعه افراد ترنس به عنوان لحن توهین‌آمیز در نظر گرفته می‌شوند، مانند «چیکز ویت دیکز» (به انگلیسی: chicks with dicks)، «ترنی» (به انگلیسی: Tranny) و «شیمیل» (به انگلیسی: shemale). وندی ویلیامز، که خود بازیگر پورنوگرافی تراجنسیتی است، گفته‌است که با فعالانی که فکر می‌کنند این عناوین توهین‌آمیز هستند مخالف است. با این حال، در سال ۲۰۱۷ یک وبسایت مهم در حوزه پورنوگرافی تراجنسیتی عنوان خود را از ShemaleYum به GroobyGirls تغییر داد و عنوان کرد که دیگر از عناوینی که توسط جامعه توهین‌آمیز تلقی می‌شوند، استفاده نخواهد کرد. گفتنی است که بسیاری از فعالان حوزه جنسیت و رسانه‌های فعال در حوزه افراد ترنس این واژه‌ها را هم‌عرض دیگر واژه‌های توهین آمیزی که برای کارگران جنسی به کار برده می‌شود دانسته‌اند و به کار بردن آن را امری نادرست می‌خوانند.

## افراد ترنس
- شنل سانتینی
- دیزی تیلور
- اوبری کیت
- ناتالی مارس
- دومینو پریسلی
- کیسی کیسز
- پاتریسیا آرائوژو
- کرن دیور
- اوا ورتکس
- الانا استار
- ونیتی
- ونوس لاکس
- اوا لین
- تی اس مدیسون
- بیلی جی
- کیمبر جیمز
- جیا دارلینگ
- ویکی ریکتر
- یاسمین لی
- میا ایزابلا
- میریام
- میکی میزواسا
- وندی ویلیامز

## جایزه‌ها
جایزه ای‌وی‌ان بازیگر تراجنسیتی سال، یکی از مهم‌ترین جوایزی است که به بازیگران این صنعت اهدا می‌شود.

## نگارخانه

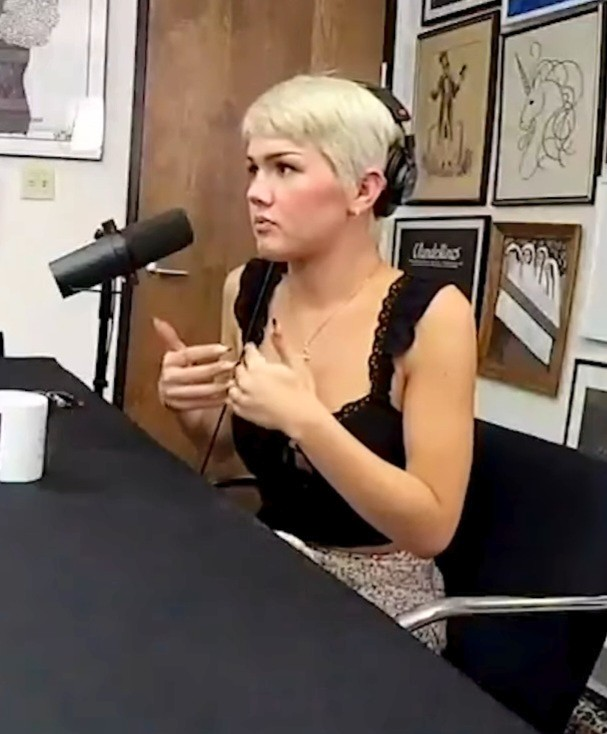
دیزی تیلور
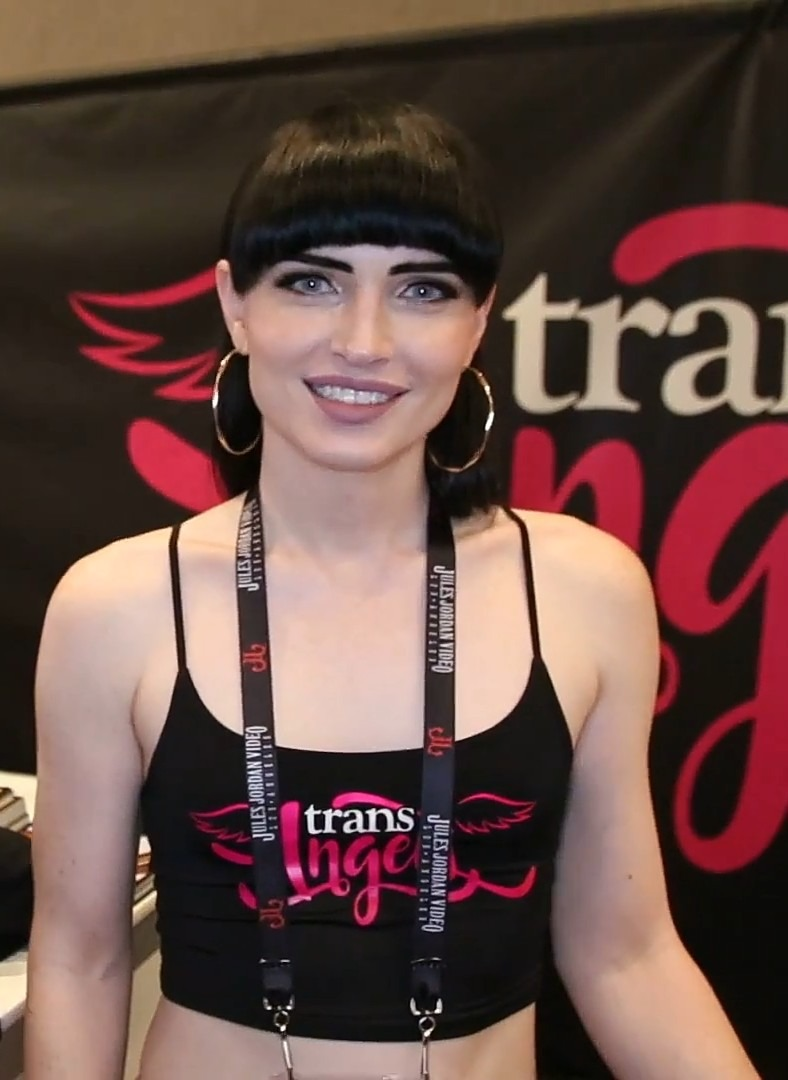
ناتالی مارس
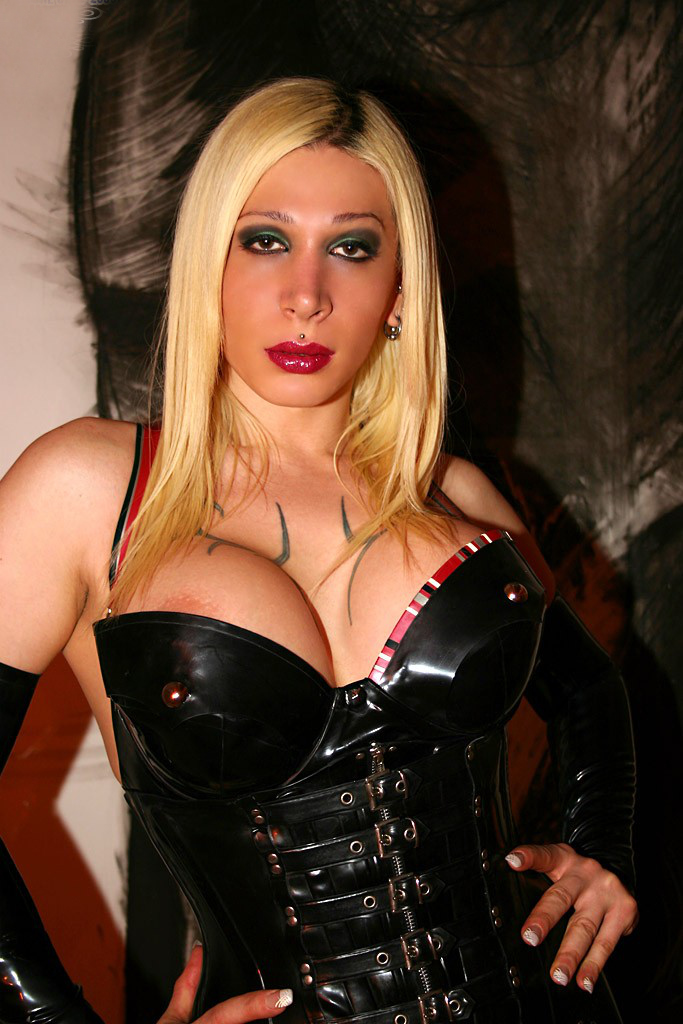
اوا ورتکس
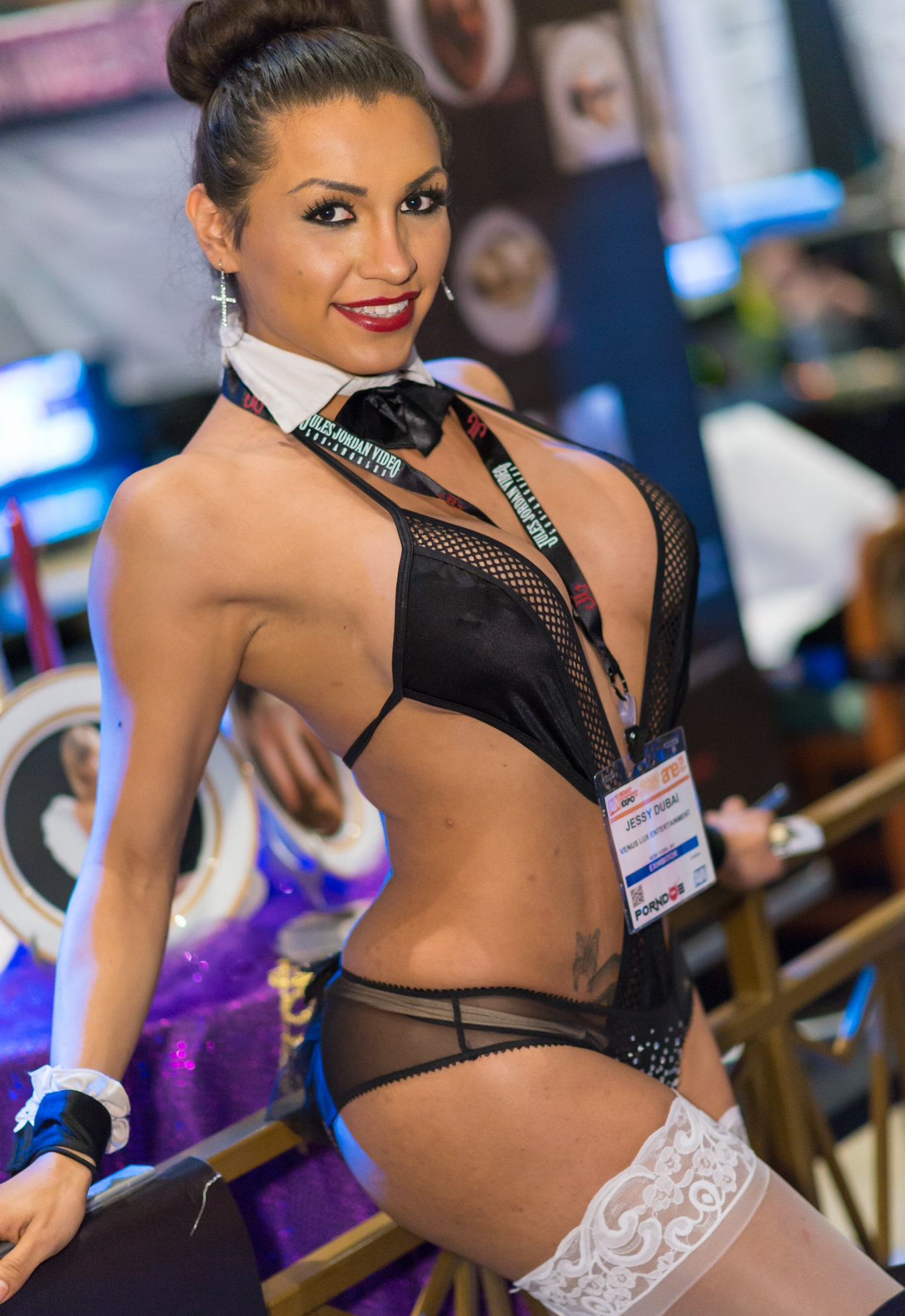
جسی دوبای
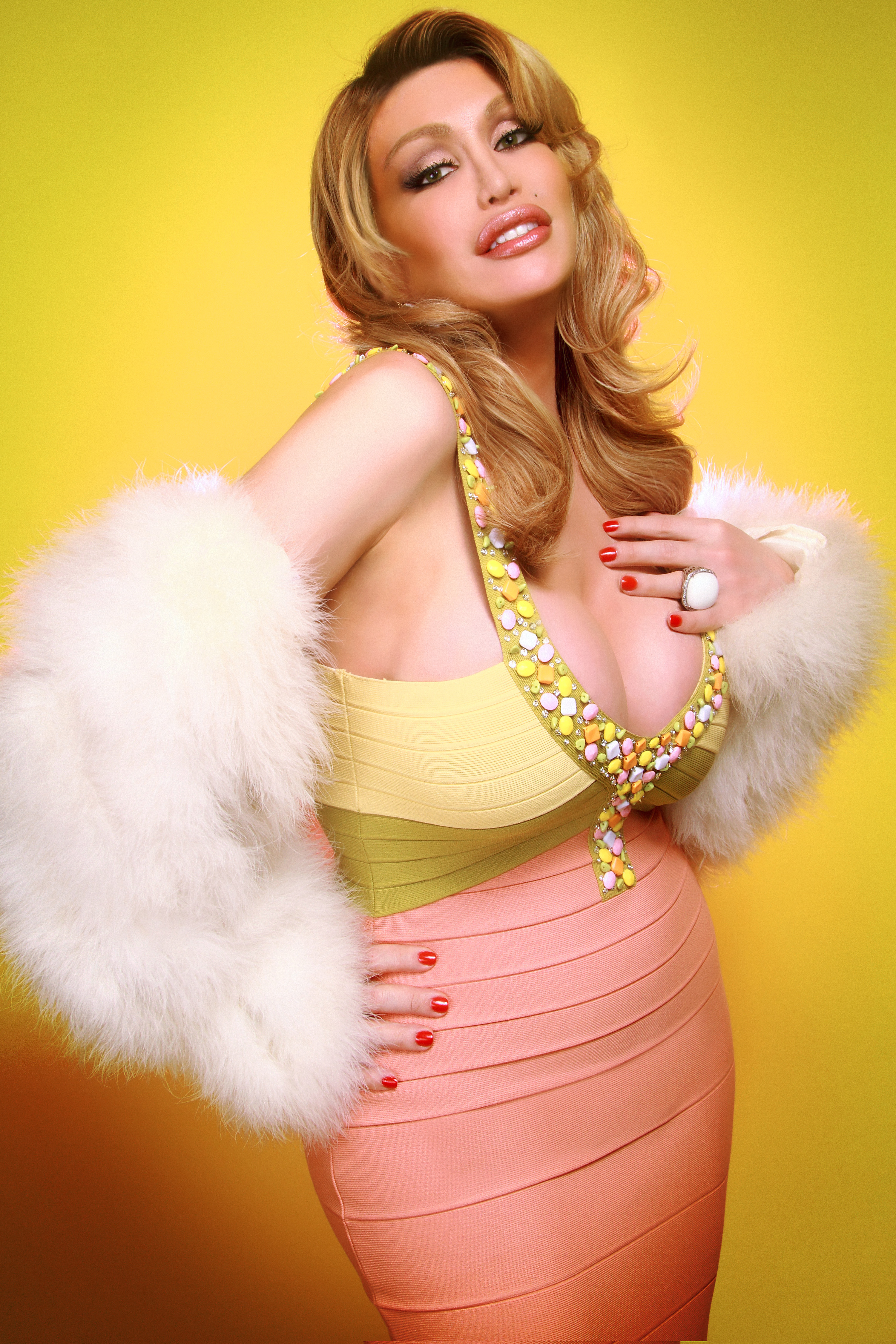
الانا استار
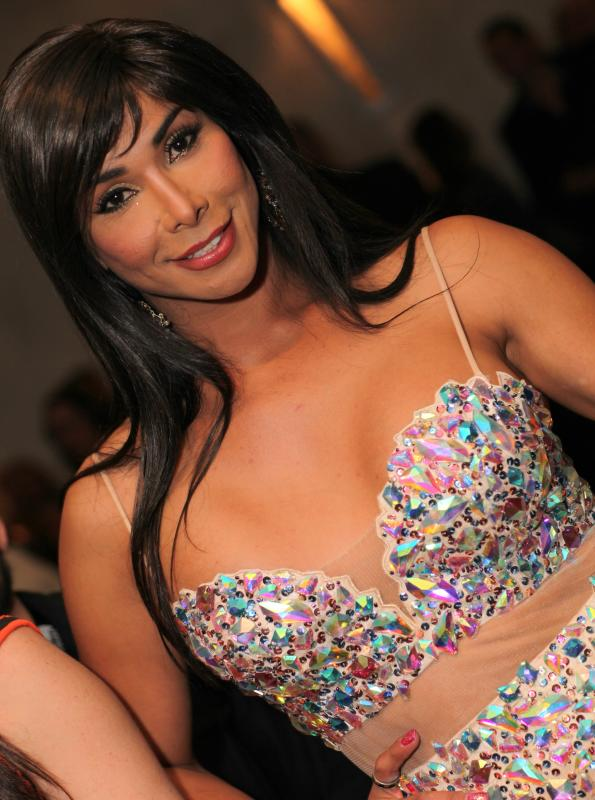
ونیتی
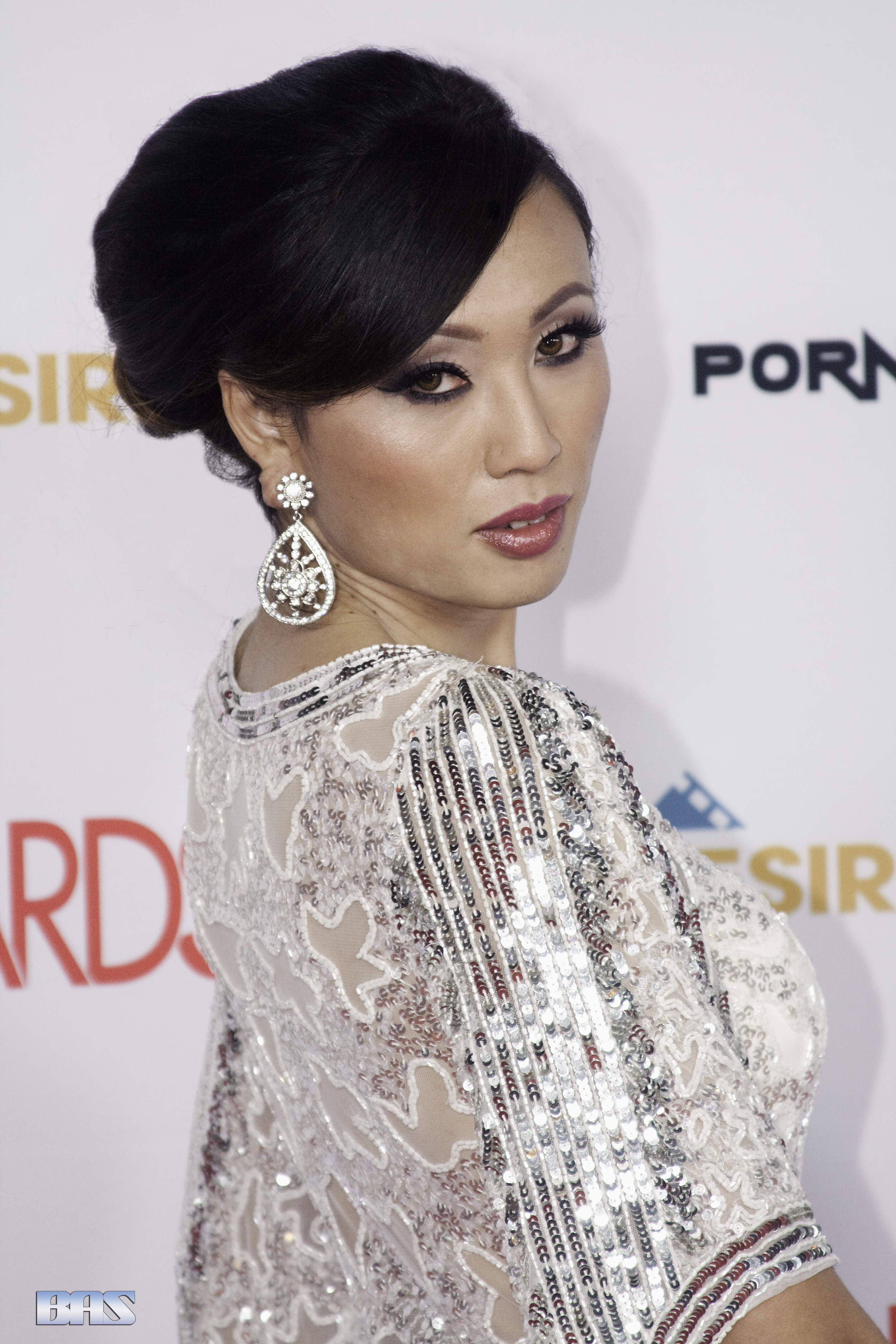
ونوس لاکس
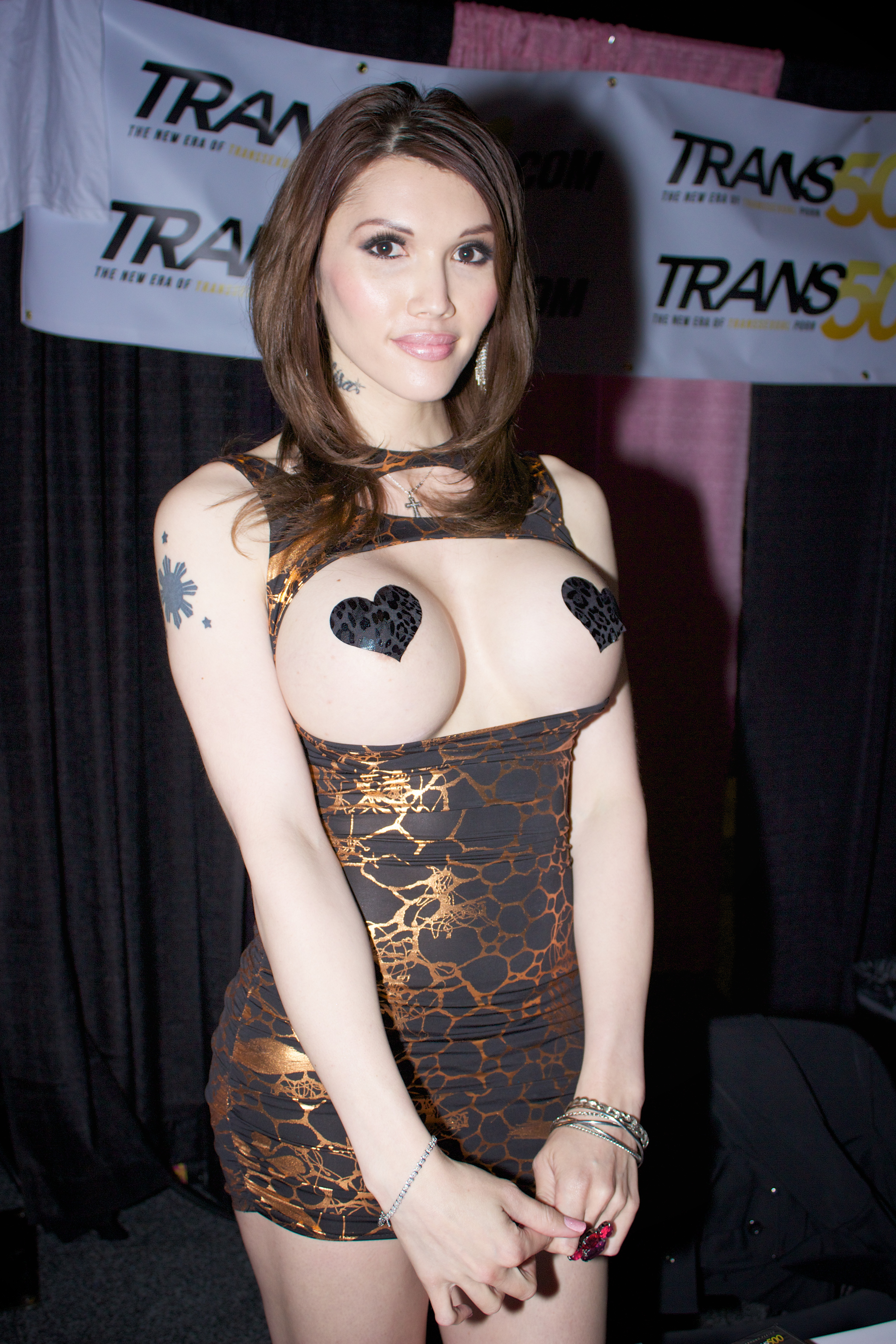
اوا لین
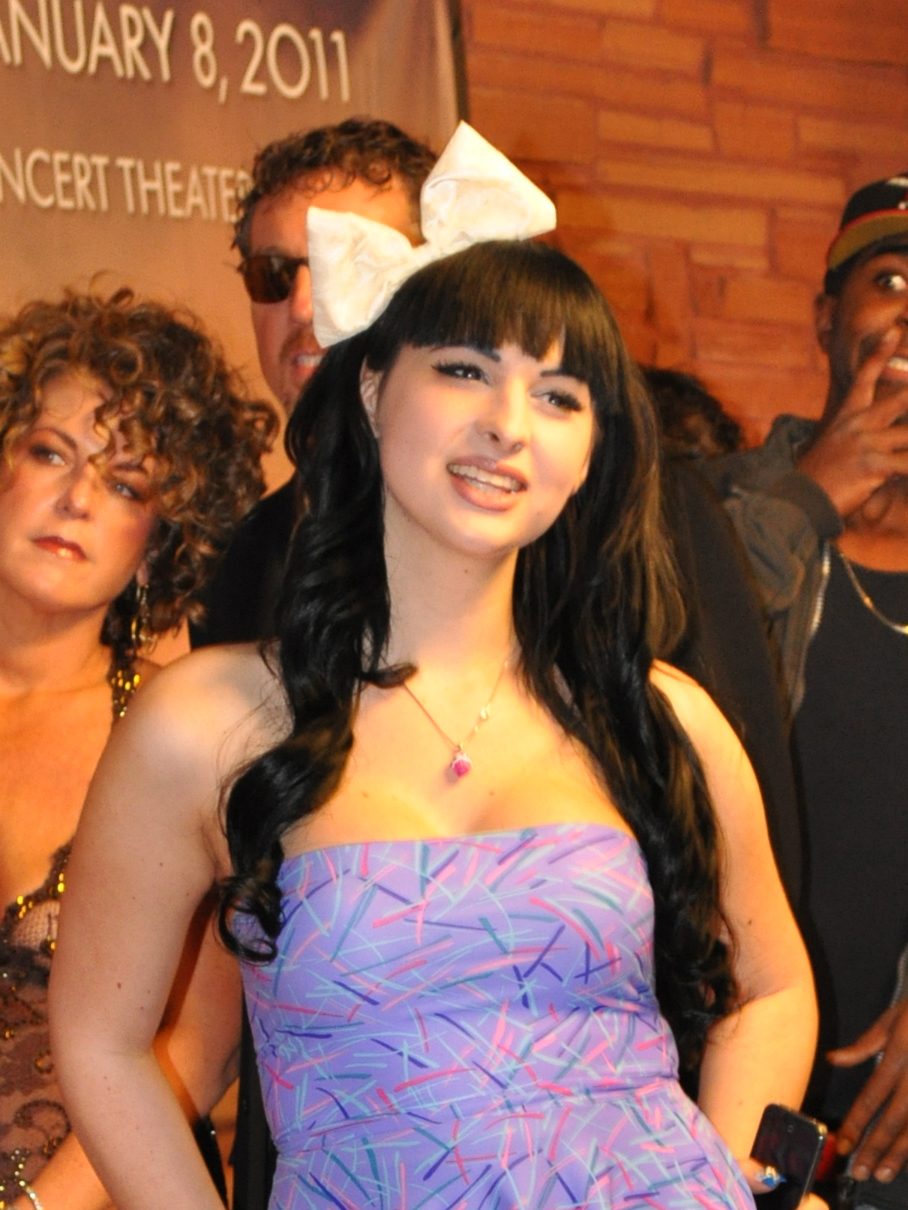
بیلی جی
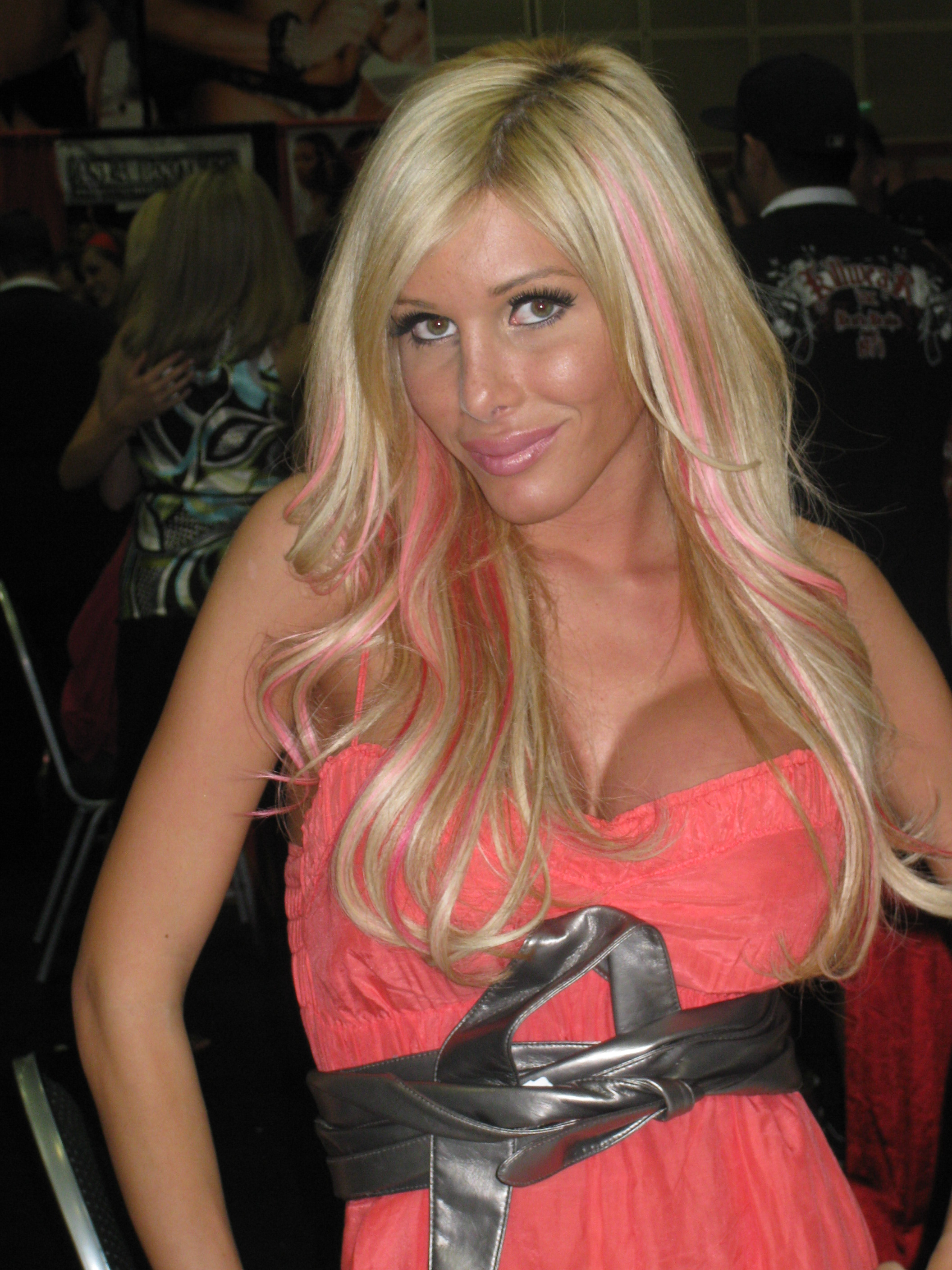
کیمبر جیمز
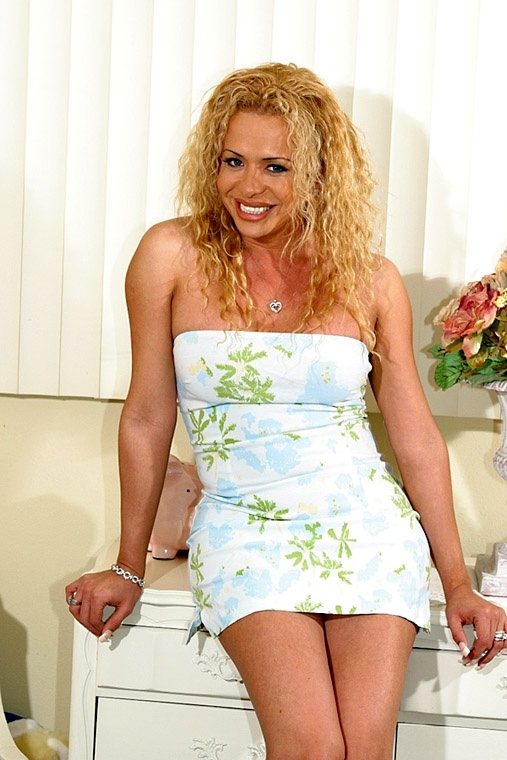
جیا دارلینگ
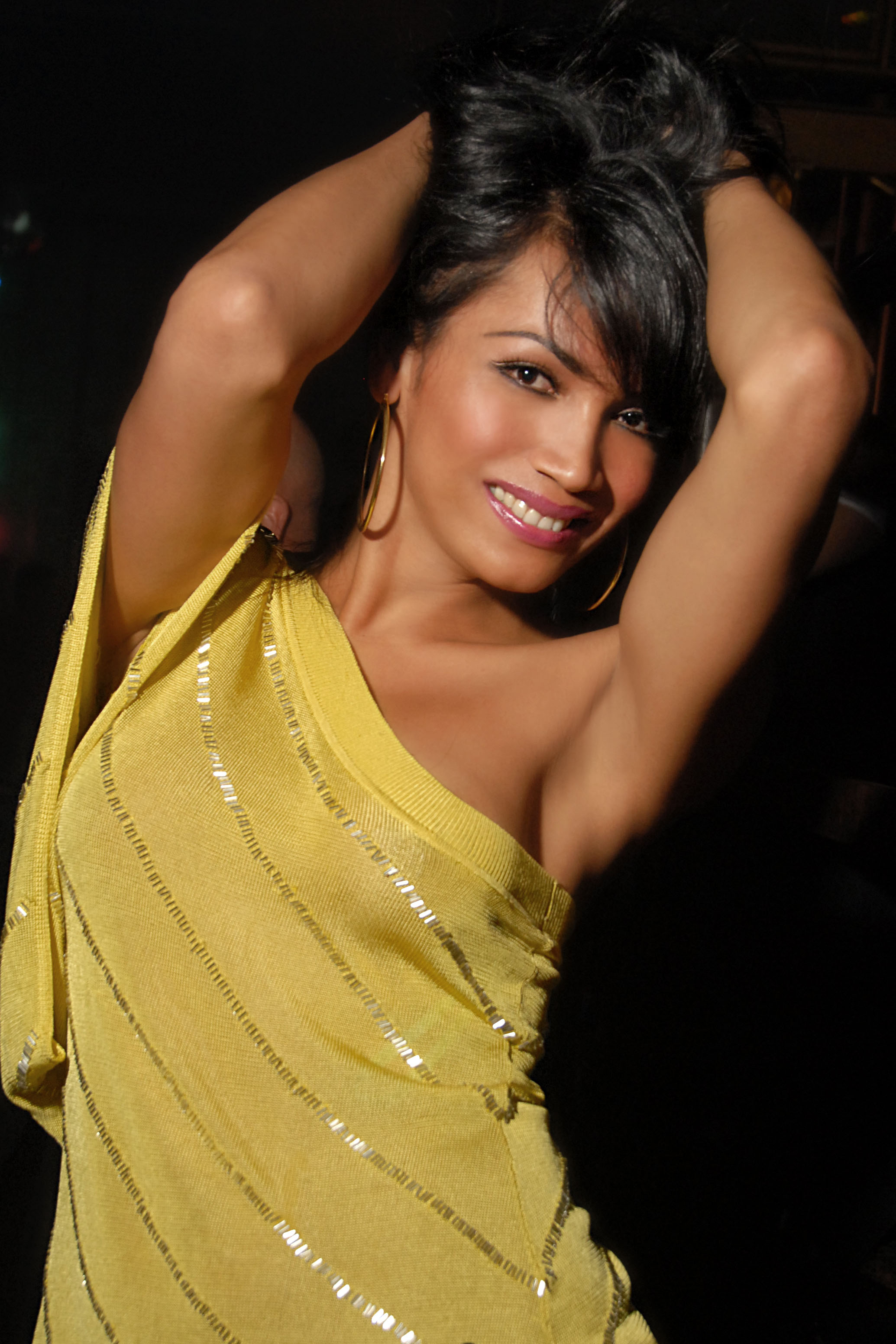
یاسمین لی
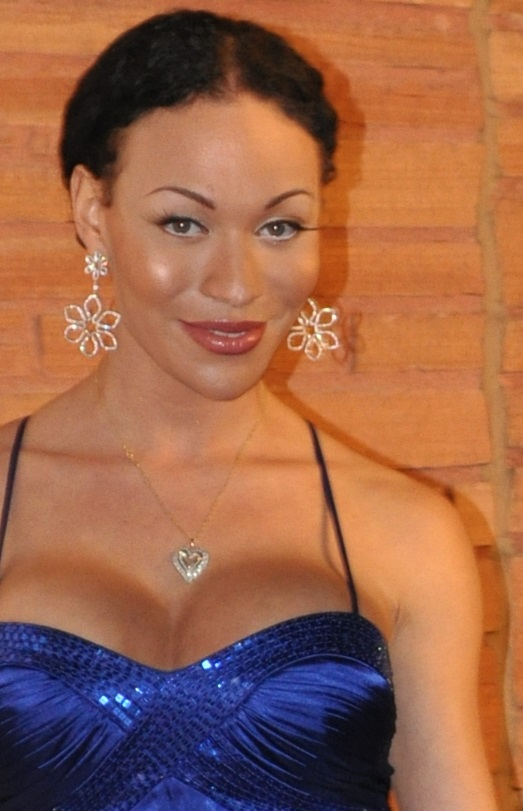
میا ایزابلا
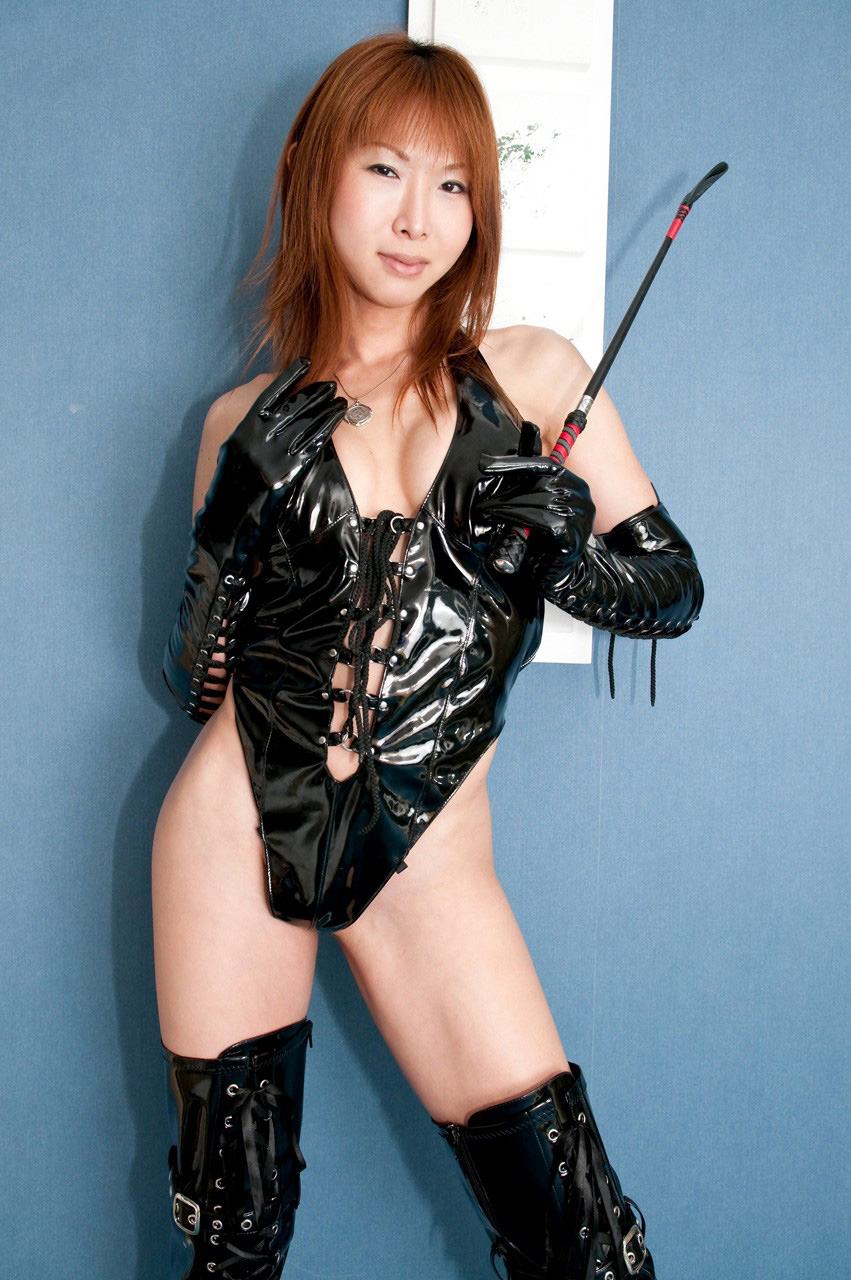
میکی میزواسا
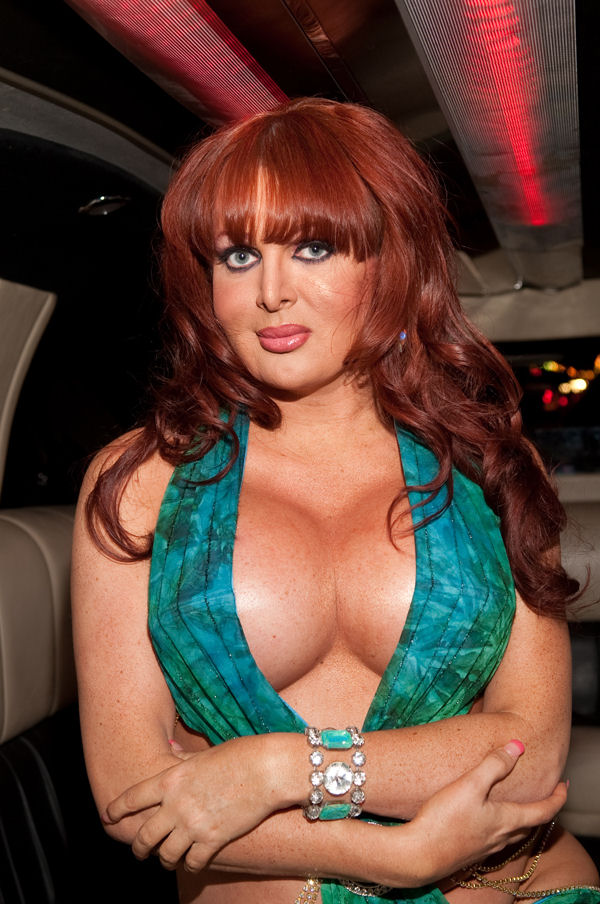
وندی ویلیامز